# Bus rapid transit

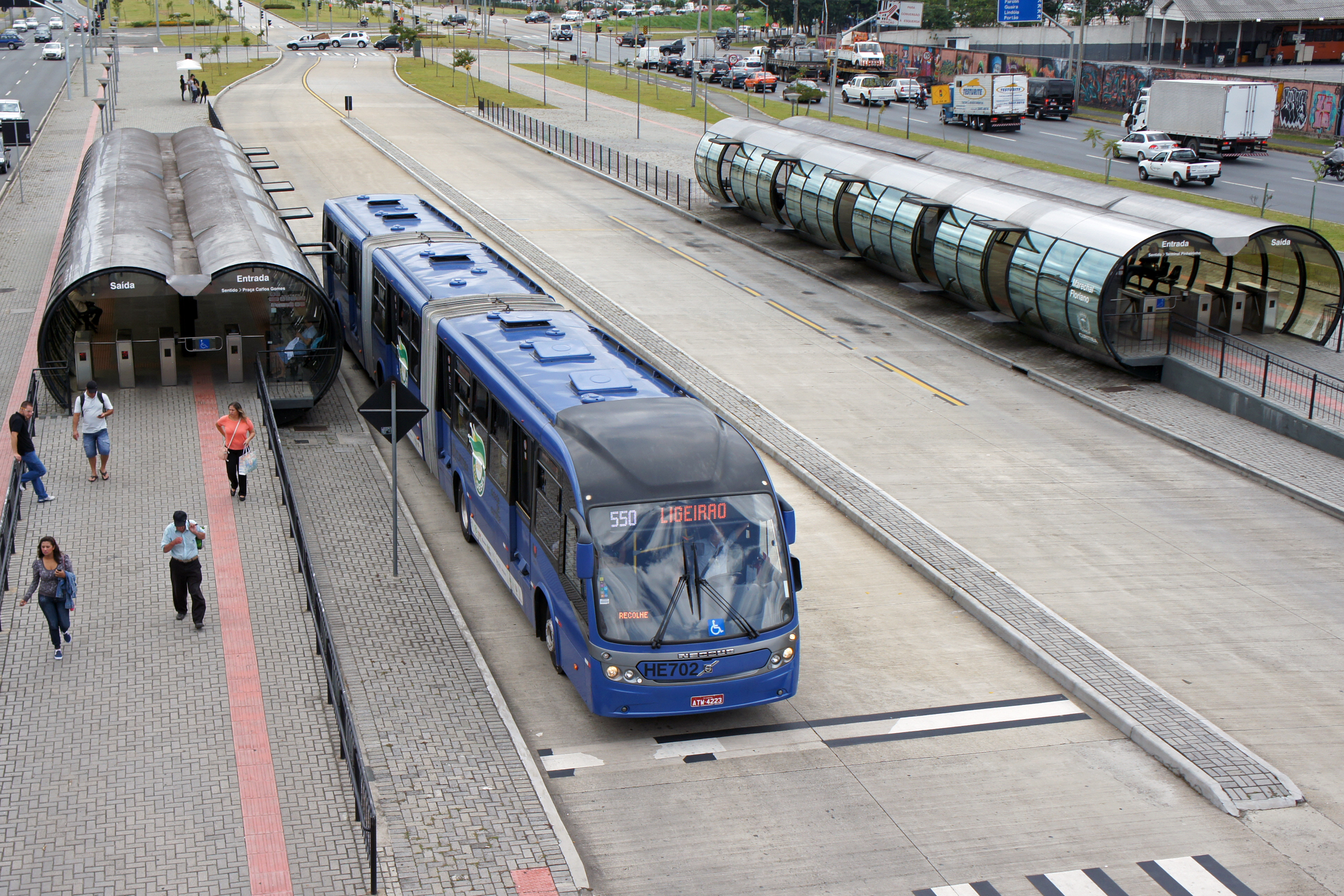
Metrobus na przystanku w Kurytybie

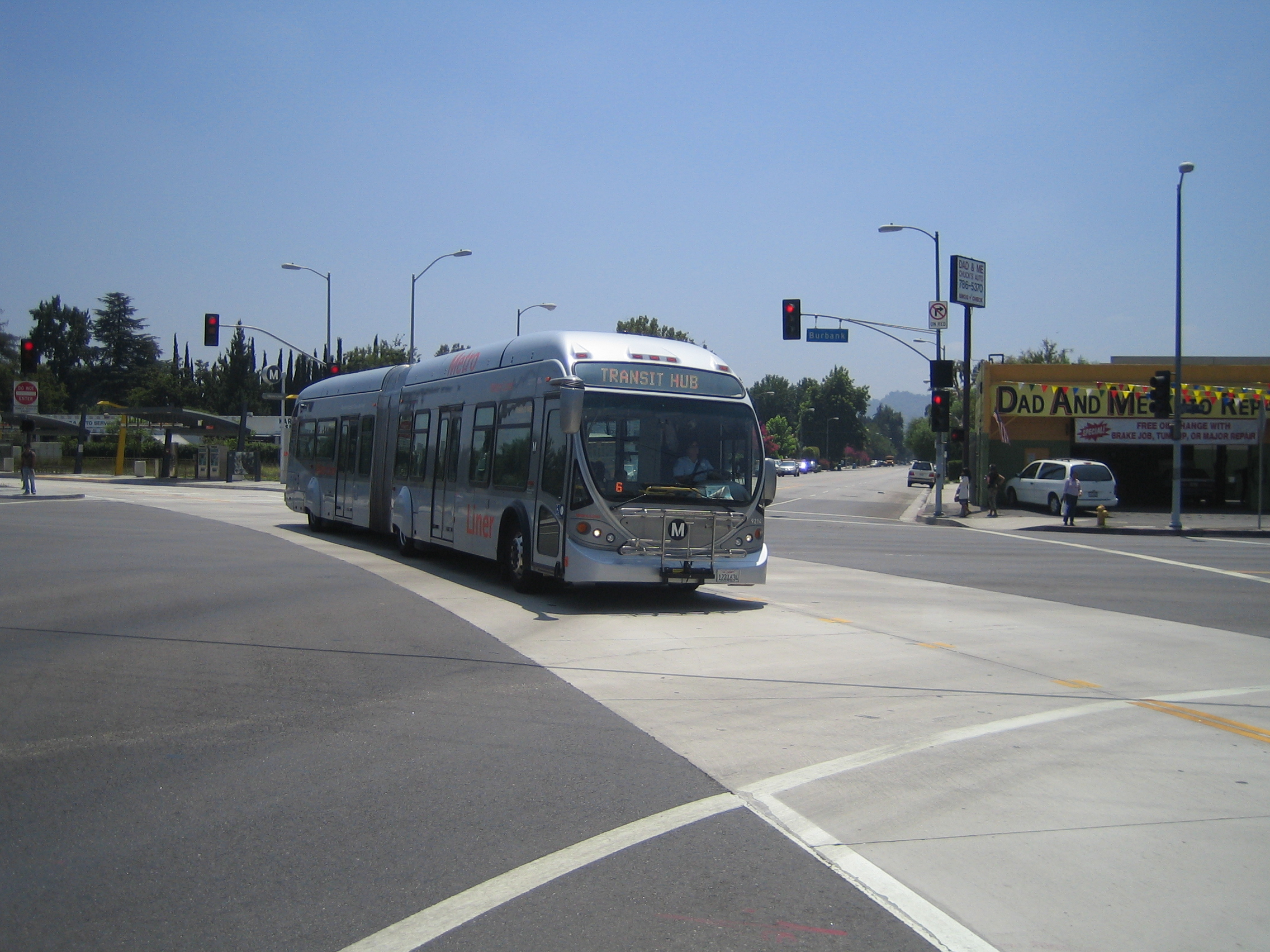
Metrobus sieci Los Angeles Metro Busway w hrabstwie Los Angeles

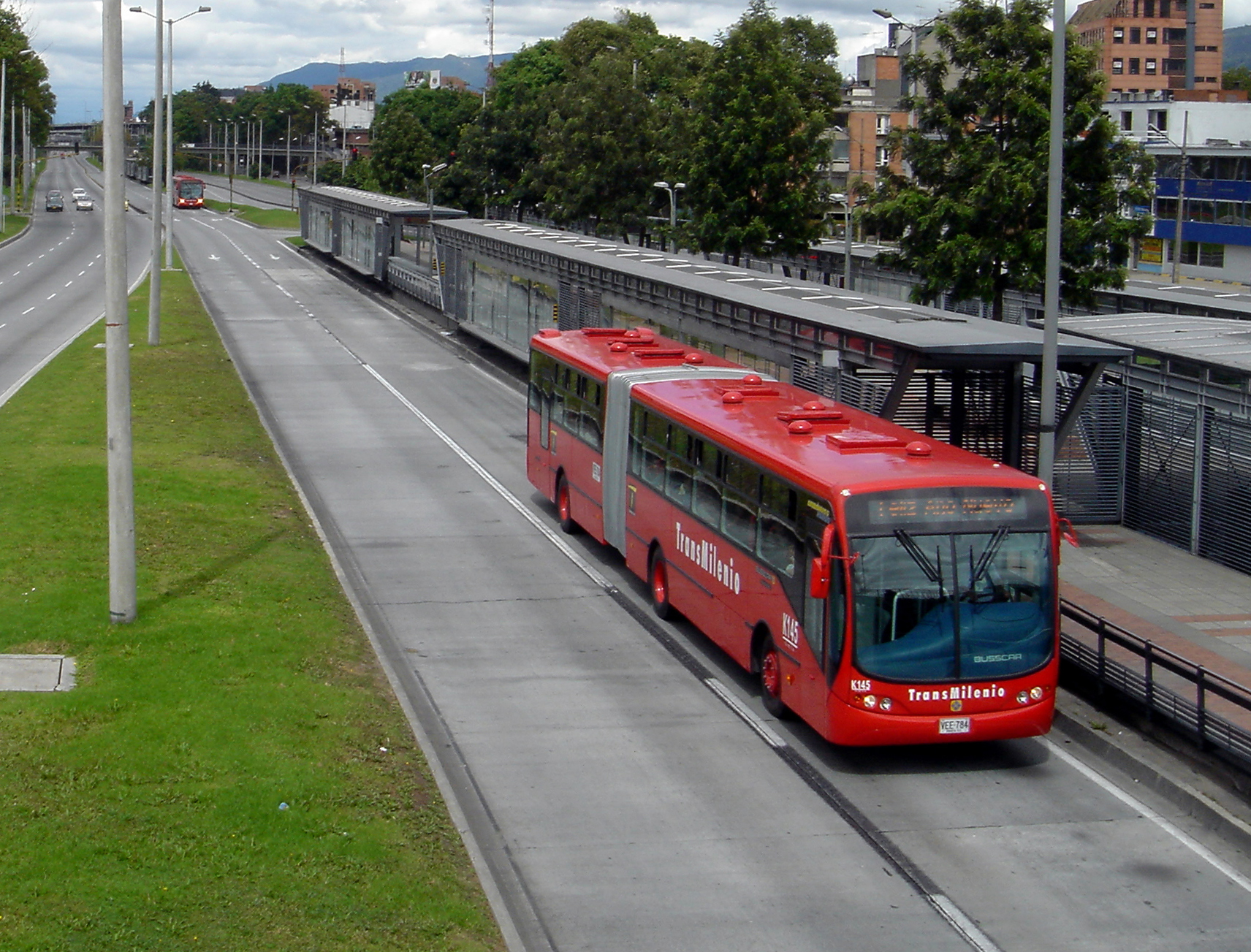
Metrobus TransMilenio w Bogocie

Bus rapid transit (BRT, pol. szybki transport autobusowy lub szybka komunikacja autobusowa ) – najmłodszy system drogowego transportu publicznego, w którego skład wchodzą autobusy (zwykle przegubowe i dwuprzegubowe), wraz z infrastrukturą dla nich przeznaczoną (m.in. wydzielone dla BRT pasy ruchu, odpowiednio dostosowane stacje autobusowe, komputerowo wspomagany system sterowania ruchem, system informacji pasażerskiej). Spotykana jest też nazwa metrobus . BRT najlepiej sprawdza się na prostych odcinkach mocno zurbanizowanego terenu . Z powodu małych wymagań infrastrukturalnych koszt budowy BRT jest około czterech razy niższy niż budowa systemu tramwajowego  i aż dziesięciokrotnie mniejszy od budowy metra .
Systemy BRT pozwalają na eliminację lub zminimalizowanie problemów charakterystycznych dla typowego transportu autobusowego, wynikających głównie z nadmiernego natężenia ruchu, w stopniu zbliżonym do rozwiązań alternatywnych (szybki tramwaj, metro, szybka kolej miejska), przy kilkakrotnie niższych kosztach wdrożenia . Może ona być podstawą transportu w mieście liczącym ponad 150 tysięcy mieszkańców i nieposiadającym sieci szynowej (polskim przykładem może być Radom lub Bielsko-Biała)  albo dodatkiem do szybkiej kolei miejskiej .

## Historia
Pierwszy system BRT powstał w 1974 roku w Kurytybie (w Brazylii). Od tego czasu BRT znalazł zastosowanie (w różnym stopniu) w ponad stu miastach świata, szczególną popularność zdobywając w Ameryce Łacińskiej i Azji. W Polsce możliwość wprowadzenia go rozważa Kraków i Warszawa . W roku 2017 na świecie istniało około 190 systemów BRT, między innymi w Kurytybie (6 linii metrobusowych), Stambule (Turcja) i Brisbane (Australia; 1998–2014) .

## Infrastruktura

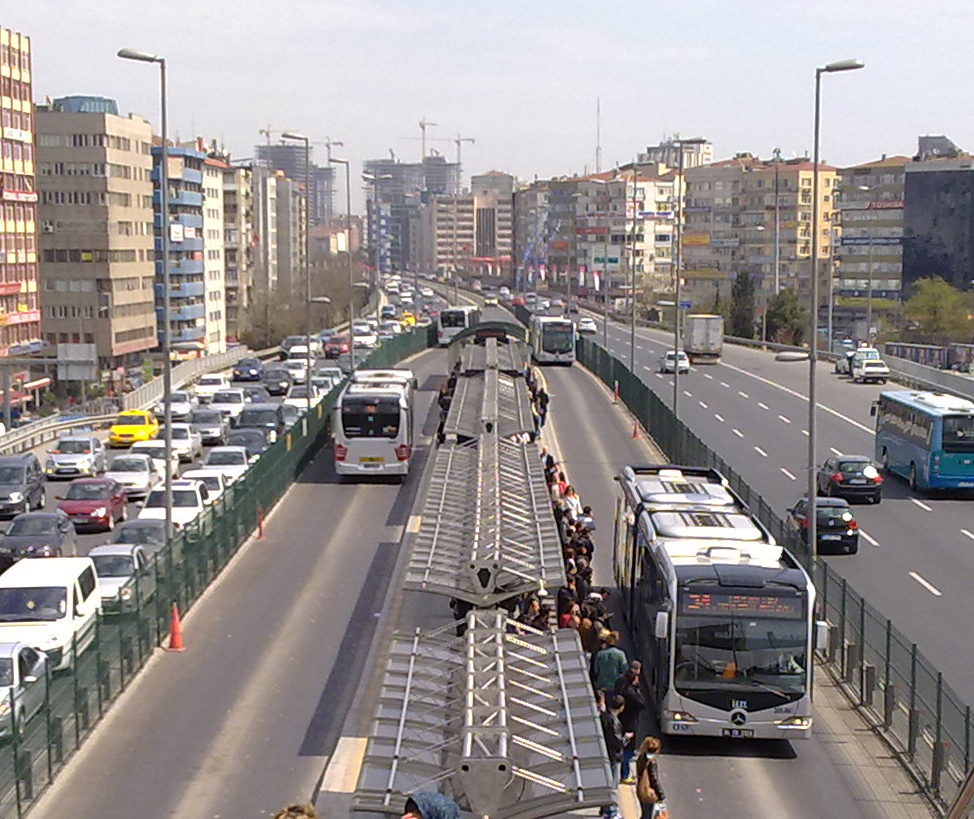
Korytarz autobusowy w Stambule

Na system BRT składają się przede wszystkim wielkopojemne autobusy (jedno- lub dwuprzegubowe), wyznaczone korytarze autobusowe (pasy ruchu w pełni odgrodzone od jezdni) , priorytet sygnalizacji świetlnej na skrzyżowaniach , bramki kasujące zamiast kasowników w pojazdach oraz wysokie perony .

## Zalety i wady
Do zalet BRT niewątpliwie należy cena wprowadzenia systemu (znacznie niższa niż sieć tramwajowa i metro). Korytarze autobusowe są łatwiejsze do wyznaczenia i zbudowania (i mogą z nich korzystać także pojazdy uprzywilejowane) . Autobusy amortyzują się dwa lub trzy razy szybciej niż pojazdy wykorzystywane w metrze i sieci tramwajowej .
Spośród wad wymienić należy aspekt ekologiczny. Autobusy emitują bardzo wiele szkodliwych substancji, co przy dużej częstotliwości kursów może negatywnie oddziaływać na środowisko . Kolejnym minusem metrobusów (oraz autobusów ogólnie) jest mniejsza chęć przesiadania się do nich kierowców z samochodów prywatnych . Kolejną wadą jest pojemność pojazdów (dopuszczona minimalna powierzchnia przypadająca na jednego pasażera jest różna – na przykład 25-metrowy autobus w Chinach może zabrać 300 pasażerów, ale w Szwajcarii już tylko 128).